# Carlisle
Carlisle é uma cidade localizada ao norte da Inglaterra, no condado de Cúmbria. É a capital do condado e sua maior cidade. Faz fronteira com a Escócia.
É a cidade natal do cineasta Mike Figgis.

## Ligação externa
- Carlisle Rugby football Club
- University of Cumbria
- Carlisle and Hadrian's Wall Country
- Carlisle City Council